# Wjatscheslaw Andrejewitsch Jakimow
Wjatscheslaw Andrejewitsch Jakimow (russisch Вячеслав Андреевич Якимов; * 5. Januar 1998 in Nowokubansk) ist ein russischer Fußballspieler.

## Karriere
Jakimow begann seine Karriere beim FK Krasnodar. Im Januar 2016 wechselte er zu KubGU Krasnodar, der Mannschaft der Staatlichen Universität Krasnodars. Im Januar 2018 wechselte er zum Amateurklub StawropolAgroSojus Newinnomyssk. Im Januar 2019 kehrte er zum FK Krasnodar zurück, wo er für die Reserve spielen sollte. Im März 2019 debütierte er gegen Tom Tomsk für Krasnodar-2 in der Perwenstwo FNL. Bis zum Ende der Saison 2018/19 kam er zu elf Zweitligaeinsätzen, zudem spielte er viermal für die dritte Mannschaft Krasnodars in der Perwenstwo PFL. In der COVID-bedingt abgebrochenen Saison 2019/20 kam er zu 18 Zweitliga- und zwei Drittligaeinsätzen.
In der Saison 2020/21 absolvierte Jakimow 30 Zweitligaspiele für Krasnodar-2. Im Oktober 2021 stand er gegen ZSKA Moskau erstmals im Kader der ersten Mannschaft des Vereins. Sein Debüt für Krasnodar in der Premjer-Liga gab er schließlich im Dezember 2021 gegen den FK Nischni Nowgorod. Bis zum Ende der Saison 2021/21 kam er zu zehn Einsätzen im Oberhaus, zudem spielte er 22 Mal in der FNL.
In der Saison 2022/23 kam er bis zur Winterpause fünfmal in der Premjer-Liga und achtmal in der zweiten Liga zum Einsatz. Im Januar 2023 wurde Jakimow an den Ligakonkurrenten FK Fakel Woronesch verliehen.